# Гаєвська-Денес Лідія Степанівна
Лі́дія Степа́нівна Гає́вська-Де́нес (англ. Lidia Hajewska-Denes, 22 липня 1909, Київ — 15 серпня 1989, Мельбурн) — українська громадська діячка, феміністка, освітянка, дитяча письменниця.
Жертва сталінського терору. 

## Біографія
Народилась 22 липня 1909 року у Києві. Донька українського літературознавця Степана Гаєвського.
Навчалася у Київській гімназії, музичному інституті імені Миколи Лисенка, педагогічному факультеті Київського інституту народної освіти. Змалку вросла у гурт патріотичної української молоді, що вийшла з-під руки відомих педагогів Н. Дурдуківського і Марії Юркевич. Закінчивши педагогічний факультет Київського університету, стала навчати в середніх школах.
1931 року одружилася з Віктором Дубровським і через нього увійшла в товариство М. Павлушкова, Б. Матушевського, І. Багряного, О. Вишні, П. Тичини, В. Сосюри, М. Рильського і Б. Антоненка-Давидовича, що мало значний вплив на формування її світогляду. У зв'язку з арештом і розстрілом чоловіка Лідія Гаєвська зазнала переслідувань з боку окупаційної совєцької влади, Змушена була змінювати місце проживання.
Під час Другої світової війни Гаєвська працювала в управі одного з районів Києва, а потім опинилася на заході Україні. Велика мандрівка завела її з родиною до Німеччини. Тут вона включилась у працю над українською дітворою і дала великий внесок у творення українського дошкілля.
25 червня 1949 р. приїхала до Австралії, спочатку поселилися в Сіднеї, потім у Мельбурні. Від 1950 р. стала працювати в українському шкільництві, викладала в суботніх українських школах у Саншайні, потім у Мельбурні. Довголітня вчителька Братської то інших школах в Мельбурні, викладала на педагогічних та українознавчих курсах. Член Української Центральної Шкільної Ради Австралії та Методичної комісії, літературно-мистецького клубу імені Василя Симоненка.
Активізувалася в жіночих організаціях української еміграції, в 1955–1956 очолювала Союз Українських Організацій Австралії (СУОА), була головою Української Громади Вікторії (1956–1957). Довголітня голова Союзу українок Австралії (1964–1970, 1973–1983), репрезентувала СФУЖО на цьому далекому поселенні.
15 серпня 1989 р. померла в Мельбурні (Австралія).

## Творчість
У 1965 році заснувала журнал Союзу українок Австралії «Наше слово». Авторка оповідань та інсценізацій для дітей, статей та репортажів в українській пресі.
Окремі видання:
- Гаєвська Л. Любі малята [Архівовано 23 липня 2015 у Wayback Machine.]. Серія “Улюбленим малятам” - [Без вид.], Елльванген, 1947. 16 ст.
- Гаєвська-Денес Л. Казки та оповідання [Архівовано 23 липня 2015 у Wayback Machine.]. Вид. Б. Ігнатова, Мельборн, 1958, 43 ст.
- Гаєвська-Денес Л. Ведмедики і зайчик [Архівовано 23 липня 2015 у Wayback Machine.]. Видавництво Союзу Українок Австралії “Наше Слово”, Мельборн, 1975. 10 ст.